# Ваља Грекулуј (Васлуј)
Ваља Грекулуј (рум. Valea Grecului) насеље је у Румунији у округу Васлуј у општини Дуда Епурени. Oпштина се налази на надморској висини од 53 m.

## Становништво
Према подацима из 2002. године у насељу је живело 1756 становника, од којих су сви румунске националности.